# 坂本侑翼
坂本 侑翼（さかもと ゆうすけ、1998年10月25日 - ）は、ジャパンラグビーリーグワン三菱重工相模原ダイナボアーズに所属するラグビー選手。

## プロフィール
- 千葉県君津市出身[1]。
- ポジションはフランカー(FL)。
- 身長 176 cm、体重 95 kg

## 略歴
5歳からラグビーを始めた。
2017年、流経大柏高校卒業後、流通経済大学に入学。
2020年、流通経済大学ラグビー部の主将に就任。
2021年、流通経済大学卒業後、三菱重工相模原ダイナボアーズに加入。
2022年12月17日に行われたJAPAN RUGBY LEAGUE ONE第1節ブラックラムズ東京戦にて先発出場でリーグワン公式戦初出場を果たした。
2023年8月、バーバリアンズに選ばれた。